# Cariré
Cariré é um município brasileiro do estado do Ceará. Sua população estimada em 2024 era de 18 075 habitantes.

## Etimologia
O topônimo Cariré, segundo Pompeu Sobrinho, vem do Tupi Guarani e pode ter dois significados, segundo Pompeu Sobrinho:
- CARI(peixe) e RÉ(diferente) que significa: pseudo cari ou cari diferente;
- CA ou CAI(queimada) e RIRÉ(depois), com a significação de depois da mata ou terra depois da zona da mata. Sua denominação original não sofreu nenhuma variação desde a sua criação.[4]

## História
As terras as margens do rio Acaraú eram habitadas por diversas etnias indígenas tais como os Tupinambá, Areriú.
Com a expansão da Estrada de Ferro de Sobral-Camocim na direção de Ipu a partir de 1893, no então distrito de Sobral foi construído uma estação de trem, e consolida o núcleo urbano hoje chamado Cariré.